# جيمي كورنيل
جيمي كورنيل (بالإنجليزية: Jimmy Cornell)‏ هو ملاح وكاتب بريطاني وروماني، ولد في 1940.